# مدار ۷۰ درجه شمالی
مدار ۷۰ درجه شمالی، دایره‌ای از عرض جغرافیایی است که در ۷۰ درجهٔ شمالی خط استوا  قرار دارد.

## گذر از مناطق
از نصف‌النهار مبدأ شروع می‌شود و به سمت مشرق ۷۰ درجه شمالی از موارد زیر گذر می‌کند:
| مختصات‌ها                                             | کشور، قلمرو یا دریا   | توضیحات |
| ---------------------------------------------------- | --------------------- | --- |
| ۷۰°۰′ شمالی ۰°۰′ شرقی / ۷۰٫۰۰۰°شمالی ۰٫۰۰۰°شرقی      | اقیانوس اطلس          | دریای نروژ |
| ۷۰°۰′ شمالی ۱۸°۴۰′ شرقی / ۷۰٫۰۰۰°شمالی ۱۸٫۶۶۷°شرقی   | نروژ                  | ترومز - جزیرهٔ Rebbenesøya, Ringvassøy, Reinøya, Karlsøya و Kågen; mainland; جزیرهٔ Skorpa; mainland فینمارک (mainland)                                                      |
| ۷۰°۰′ شمالی ۲۷°۲۲′ شرقی / ۷۰٫۰۰۰°شمالی ۲۷٫۳۶۷°شرقی   | فنلاند                | Passing about 10km south of the northernmost point of Finland, which is located at ۷۰°۰۵٫۵۳۷′ شمالی ۲۷°۵۷٫۳۳۵′ شرقی / ۷۰٫۰۹۲۲۸۳°شمالی ۲۷٫۹۵۵۵۸۳°شرقی در village of Nuorgam |
| ۷۰°۰′ شمالی ۲۸°۲′ شرقی / ۷۰٫۰۰۰°شمالی ۲۸٫۰۳۳°شرقی    | نروژ                  | Finnmark |
| ۷۰°۰′ شمالی ۲۹°۳۰′ شرقی / ۷۰٫۰۰۰°شمالی ۲۹٫۵۰۰°شرقی   | دریای بارنتز          | |
| ۷۰°۰′ شمالی ۵۸°۴۴′ شرقی / ۷۰٫۰۰۰°شمالی ۵۸٫۷۳۳°شرقی   | روسیه                 | جزیره وایگاش |
| ۷۰°۰′ شمالی ۶۰°۱۲′ شرقی / ۷۰٫۰۰۰°شمالی ۶۰٫۲۰۰°شرقی   | دریای کارا            | |
| ۷۰°۰′ شمالی ۶۶°۵۶′ شرقی / ۷۰٫۰۰۰°شمالی ۶۶٫۹۳۳°شرقی   | روسیه                 | Yamal Peninsula |
| ۷۰°۰′ شمالی ۷۲°۳۰′ شرقی / ۷۰٫۰۰۰°شمالی ۷۲٫۵۰۰°شرقی   | Gulf of Ob            | |
| ۷۰°۰′ شمالی ۷۳°۴۵′ شرقی / ۷۰٫۰۰۰°شمالی ۷۳٫۷۵۰°شرقی   | روسیه                 | |
| ۷۰°۰′ شمالی ۱۵۹°۵۳′ شرقی / ۷۰٫۰۰۰°شمالی ۱۵۹٫۸۸۳°شرقی | دریای سیبری شرقی      | |
| ۷۰°۰′ شمالی ۱۶۸°۱۳′ شرقی / ۷۰٫۰۰۰°شمالی ۱۶۸٫۲۱۷°شرقی | روسیه                 | جزیره آیون |
| ۷۰°۰′ شمالی ۱۶۸°۳۱′ شرقی / ۷۰٫۰۰۰°شمالی ۱۶۸٫۵۱۷°شرقی | دریای سیبری شرقی      | |
| ۷۰°۰′ شمالی ۱۷۰°۳۵′ شرقی / ۷۰٫۰۰۰°شمالی ۱۷۰٫۵۸۳°شرقی | روسیه                 | |
| ۷۰°۰′ شمالی ۱۷۱°۴۸′ شرقی / ۷۰٫۰۰۰°شمالی ۱۷۱٫۸۰۰°شرقی | دریای سیبری شرقی      | |
| ۷۰°۰′ شمالی ۱۷۷°۵۶′ شرقی / ۷۰٫۰۰۰°شمالی ۱۷۷٫۹۳۳°شرقی | دریای چوکچی           | |
| ۷۰°۰′ شمالی ۱۶۲°۲۷′ غربی / ۷۰٫۰۰۰°شمالی ۱۶۲٫۴۵۰°غربی | ایالات متحده آمریکا   | آلاسکا |
| ۷۰°۰′ شمالی ۱۴۲°۳۴′ غربی / ۷۰٫۰۰۰°شمالی ۱۴۲٫۵۶۷°غربی | دریای بوفورت          | |
| ۷۰°۰′ شمالی ۱۳۱°۲′ غربی / ۷۰٫۰۰۰°شمالی ۱۳۱٫۰۳۳°غربی  | کانادا                | نورت‌وست تریتوریز - Tuktoyaktuk Peninsula |
| ۷۰°۰′ شمالی ۱۲۹°۳۰′ غربی / ۷۰٫۰۰۰°شمالی ۱۲۹٫۵۰۰°غربی | دریای بوفورت          | |
| ۷۰°۰′ شمالی ۱۲۸°۱۸′ غربی / ۷۰٫۰۰۰°شمالی ۱۲۸٫۳۰۰°غربی | کانادا                | نورت‌وست تریتوریز - Cape Bathurst Peninsula |
| ۷۰°۰′ شمالی ۱۲۶°۵۴′ غربی / ۷۰٫۰۰۰°شمالی ۱۲۶٫۹۰۰°غربی | خلیج آموندسن          | |
| ۷۰°۰′ شمالی ۱۲۵°۱۲′ غربی / ۷۰٫۰۰۰°شمالی ۱۲۵٫۲۰۰°غربی | کانادا                | نورت‌وست تریتوریز - Parry Peninsula |
| ۷۰°۰′ شمالی ۱۲۴°۳۰′ غربی / ۷۰٫۰۰۰°شمالی ۱۲۴٫۵۰۰°غربی | خلیج آموندسن          | |
| ۷۰°۰′ شمالی ۱۱۷°۲۲′ غربی / ۷۰٫۰۰۰°شمالی ۱۱۷٫۳۶۷°غربی | کانادا                | On Victoria Island: - نورت‌وست تریتوریز - نورت‌وست تریتوریز / نوناووت border - نورت‌وست تریتوریز - نورت‌وست تریتوریز / نوناووت border - نوناووت                                |
| ۷۰°۰′ شمالی ۱۰۰°۴۸′ غربی / ۷۰٫۰۰۰°شمالی ۱۰۰٫۸۰۰°غربی | Victoria Strait       | |
| ۷۰°۰′ شمالی ۹۸°۵۰′ غربی / ۷۰٫۰۰۰°شمالی ۹۸٫۸۳۳°غربی   | Larsen Sound          | گذرکردن از شمال جزیره کینگ ویلیام, نوناووت, کانادا |
| ۷۰°۰′ شمالی ۹۷°۳۵′ غربی / ۷۰٫۰۰۰°شمالی ۹۷٫۵۸۳°غربی   | James Ross Strait     | گذرکردن از شمال Clarence Islands, نوناووت, کانادا |
| ۷۰°۰′ شمالی ۹۶°۱۷′ غربی / ۷۰٫۰۰۰°شمالی ۹۶٫۲۸۳°غربی   | کانادا                | Boothia Peninsula, نوناووت |
| ۷۰°۰′ شمالی ۹۲°۱′ غربی / ۷۰٫۰۰۰°شمالی ۹۲٫۰۱۷°غربی    | Gulf of Boothia       | |
| ۷۰°۰′ شمالی ۸۶°۵۴′ غربی / ۷۰٫۰۰۰°شمالی ۸۶٫۹۰۰°غربی   | کانادا                | نوناووت - Crown Prince Frederik Island |
| ۷۰°۰′ شمالی ۸۶°۲۷′ غربی / ۷۰٫۰۰۰°شمالی ۸۶٫۴۵۰°غربی   | Fury and Hecla Strait | |
| ۷۰°۰′ شمالی ۸۴°۲۰′ غربی / ۷۰٫۰۰۰°شمالی ۸۴٫۳۳۳°غربی   | کانادا                | نوناووت - جزیره بافین |
| ۷۰°۰′ شمالی ۸۱°۹′ غربی / ۷۰٫۰۰۰°شمالی ۸۱٫۱۵۰°غربی    | Murray Maxwell Bay    | |
| ۷۰°۰′ شمالی ۸۰°۱۹′ غربی / ۷۰٫۰۰۰°شمالی ۸۰٫۳۱۷°غربی   | کانادا                | نوناووت - جزیره بافین |
| ۷۰°۰′ شمالی ۷۸°۳۹′ غربی / ۷۰٫۰۰۰°شمالی ۷۸٫۶۵۰°غربی   | Steensby Inlet        | |
| ۷۰°۰′ شمالی ۷۷°۴۱′ غربی / ۷۰٫۰۰۰°شمالی ۷۷٫۶۸۳°غربی   | کانادا                | نوناووت - جزیره بافین |
| ۷۰°۰′ شمالی ۶۷°۲۰′ غربی / ۷۰٫۰۰۰°شمالی ۶۷٫۳۳۳°غربی   | خلیج بافین            | Northern limit of the تنگه دیویس |
| ۷۰°۰′ شمالی ۵۴°۳۸′ غربی / ۷۰٫۰۰۰°شمالی ۵۴٫۶۳۳°غربی   | گرینلند               | Disko Island and mainland |
| ۷۰°۰′ شمالی ۲۲°۱۸′ غربی / ۷۰٫۰۰۰°شمالی ۲۲٫۳۰۰°غربی   | اقیانوس منجمد شمالی   | دریای گرینلند دریای نروژ |